# زرافه آفریقای غربی
زرافه آفریقای غربی (نام علمی: Giraffa camelopardalis peralta) نام یک زیرگونه از گونه زرافه است.این نوع زرافه در کشور های گامبیا، غنا، گینه، مالی، نیجر، سنگال، توگو و بنین یافت می شود و در برخی مناطق با گورخرها ساکن یک قلمرو است.